# 長吻多棘牛尾魚
長吻多棘牛尾魚（学名：Thysanophrys longirostris），又名長吻大眼鯒、竹甲、狗祈仔、牛尾，为牛尾魚科繸鯒屬下的一个种。其种加词“longirostris”意为“长吻的”。